# Fuat Oktay

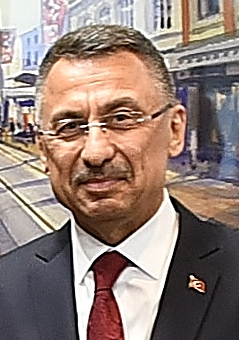
Fuat Oktay

Fuat Oktay (* 21. Januar 1964 in Çekerek) ist ein türkischer Politiker und seit 9. Juli 2018 Vizepräsident der Türkei.

## Leben
Fuat Oktay schloss 1985 ein Studium der Betriebswirtschaft an der Çukurova Üniversitesi ab und arbeitete dort anschließend als wissenschaftlicher Assistent. 1990 schloss er ein Masterstudium in Business Engineering und Fertigungstechnik an der Wayne State University in Detroit ab und promovierte in Betriebstechnik. Während seines USA-Aufenthalts spezialisierte er sich im Bereich Automobiltechnik und Informationstechnologie.
Oktay lehrte nach seiner Rückkehr an der Beykent Üniversitesi und war dort Leiter des Fachbereichs Management sowie stellvertretender Dekan. Außerdem war Oktay Berater, Geschäftsführer, Vizepräsident und Vorstandsmitglied staatlicher und privater Unternehmen. So arbeitete Oktay zwischen 2008 und 2012 als stellvertretender Geschäftsführer von Turkish Airlines und war verantwortlich für Strategische Planung, Geschäftsentwicklung, Produktplanung und Informationstechnologie, sowie Verkauf und Marketing. Oktay war Vorstandsmitglied der Turkish Aerospace Industries (TAI), von Turkish Technic und stellvertretender Präsident der Türk Telekom.
Zwischen 2012 und 2016 leitete Oktay die Katastrophenschutzbehörde Afet ve Acil Durum Yönetimi Başkanlığı (AFAD).
Nach der Bestellung von Binali Yıldırım zum türkischen Ministerpräsidenten berief dieser Oktay am 18. Juni 2016 zum Unterstaatssekretär in seinem Haus. Nach der Parlamentswahl in der Türkei am 24. Juni 2018 berief Staatspräsident Recep Tayyip Erdoğan Oktay am 9. Juli 2018 in das neu geschaffene Amt des Vizepräsidenten.